# Lilly Wood and the Prick
Lilly Wood and the Prick (stylisé en Lilly Wood & the Prick) est un groupe folk français formé en 2006 par Nili Hadida et Benjamin Cotto.

## Histoire du groupe
Le groupe Lilly Wood and the Prick est né en 2006, de la rencontre entre la chanteuse Nili Hadida et le guitariste Benjamin Cotto, par l'intermédiaire d'un ami commun dans un café parisien. Ils se retrouvent deux jours après pour composer trois chansons.
Fin 2008, ils se font connaître sur MySpace grâce à une reprise de L.E.S Artistes de Santigold. C'est à ce moment-là qu'ils rencontrent Pierre Guimard. Enthousiasmé par ce qu'il a entendu sur leur compte Myspace, il leur ouvre les portes de son studio. Ils sont ensuite lancés en 2008 par la compilation Folk & Proud[Quoi ?].
En 2009, Pierre Guimard fonde alors avec Matthieu Tessier, manager du groupe, le label Choke Industry sur lequel sort le premier EP du duo : Lilly Who and the What ?, baptisé en référence à leur nom de scène. En 2009, ils signent avec le label indépendant Cinq7.
Le 31 mai 2010, ils sortent leur premier album Invincible Friends. Quelques mois plus tard, ils sont nommés et remportent la Victoire de la musique 2011 dans la catégorie « Révélation du public » face à Ben l'Oncle Soul, Camélia Jordana et Zaz.
Ils fêtent l'anniversaire de la sortie de leur premier album par un concert complet à l'Olympia le 1er juin 2011. Ayant terminé leur précédente tournée, pour toujours garder un lien avec leur public jusqu'à la sortie de cet album, ils publient régulièrement des reprises vidéos sur leur page Facebook[réf. nécessaire].

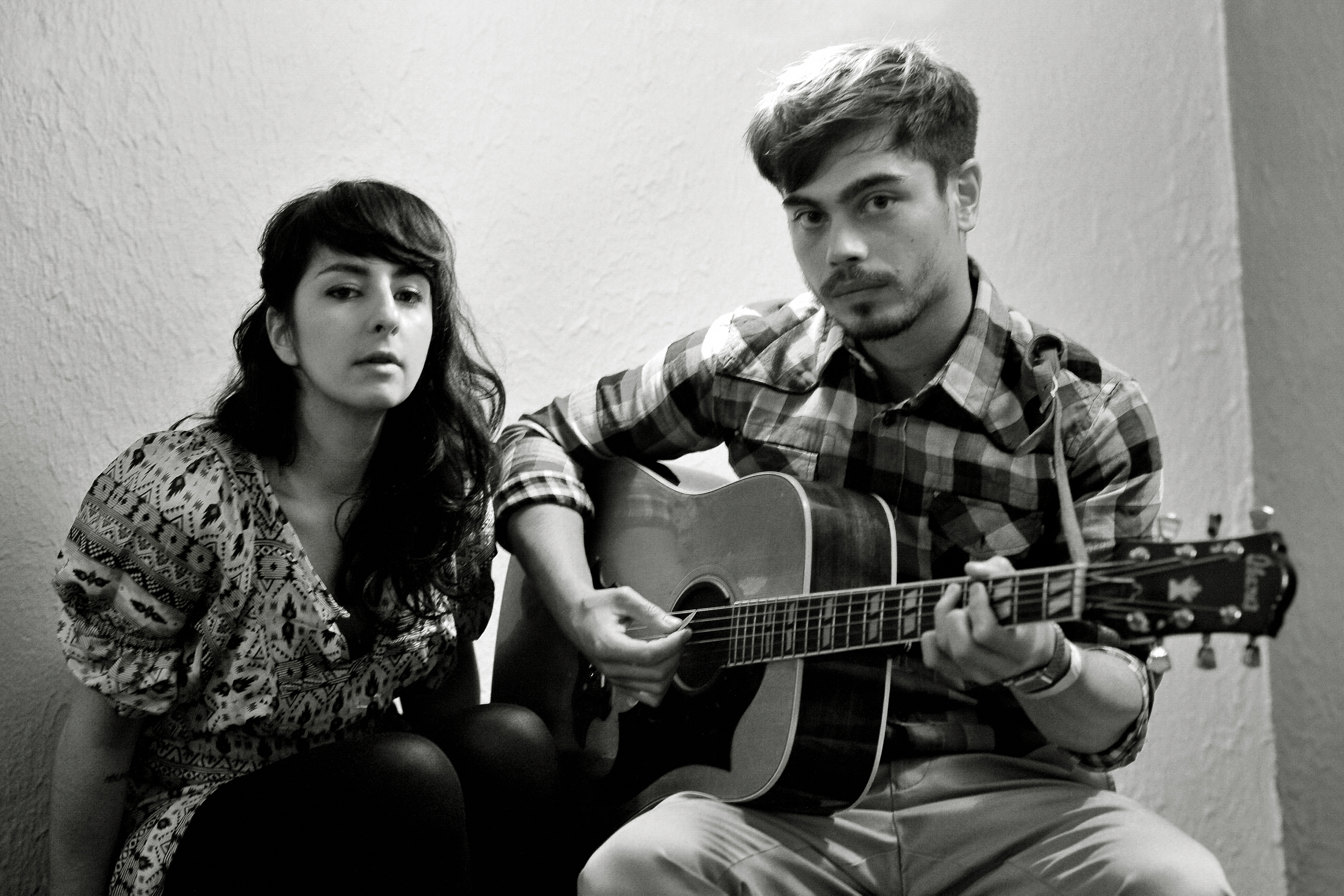
Lilly Wood and the Prick. 2010.

Leur deuxième album, The Fight, sort le 5 novembre 2012, et le premier clip de cet album, Middle of the Night, est diffusé dès le 10 septembre.
En 2013, le groupe sort un premier film au cinéma, Lilly Wood and The Prick au Trianon, réalisé par Benjamin Lemaire.
Le groupe est de nouveau nommé aux Victoires de la musique en 2014, dans la catégorie Artiste interprète féminine.
Leur troisième album, Shadows, sort le 15 novembre 2015.

## Style et influences

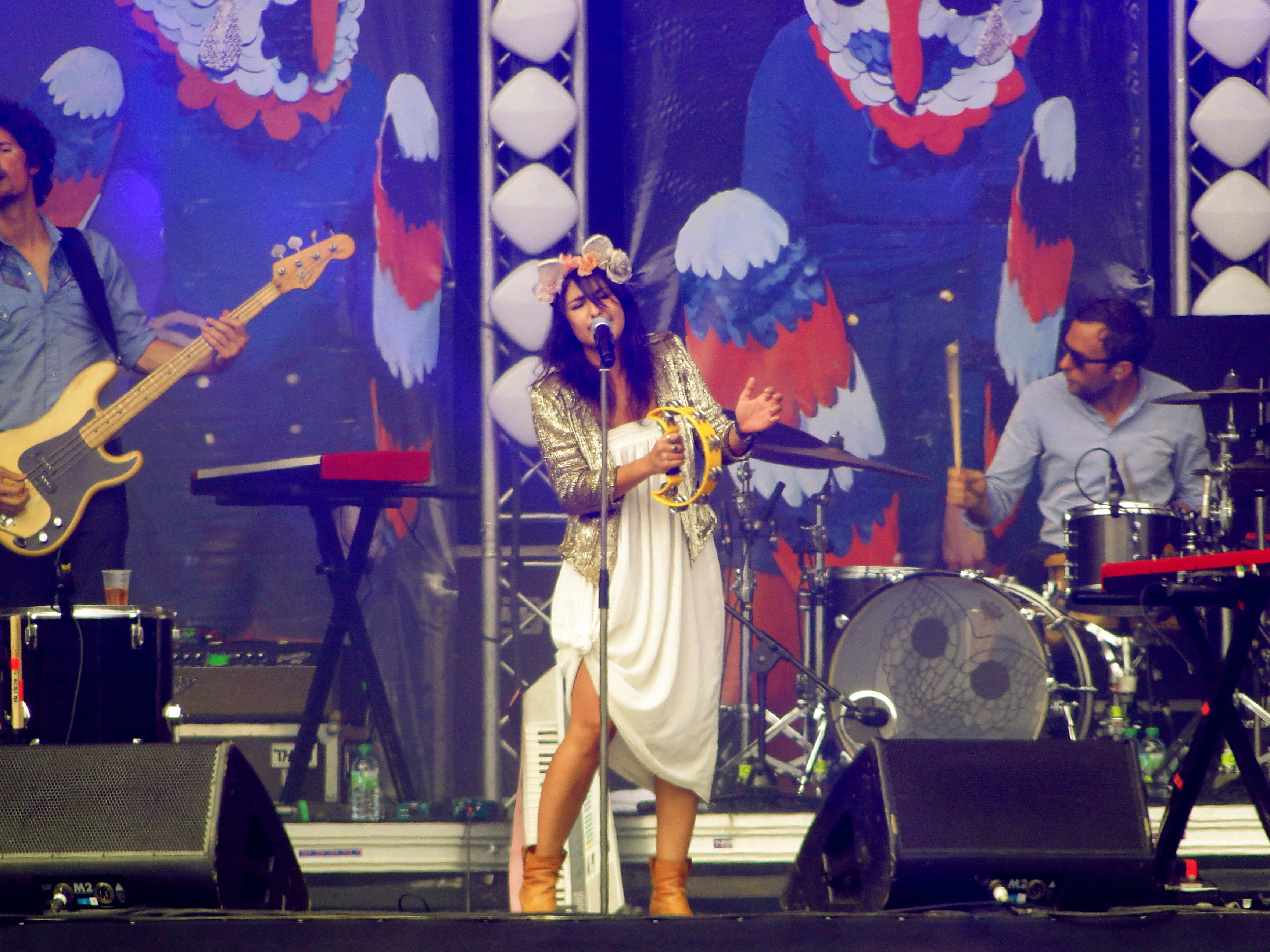
Lilly Wood and the Prick au Festival Rock en Seine, 2011

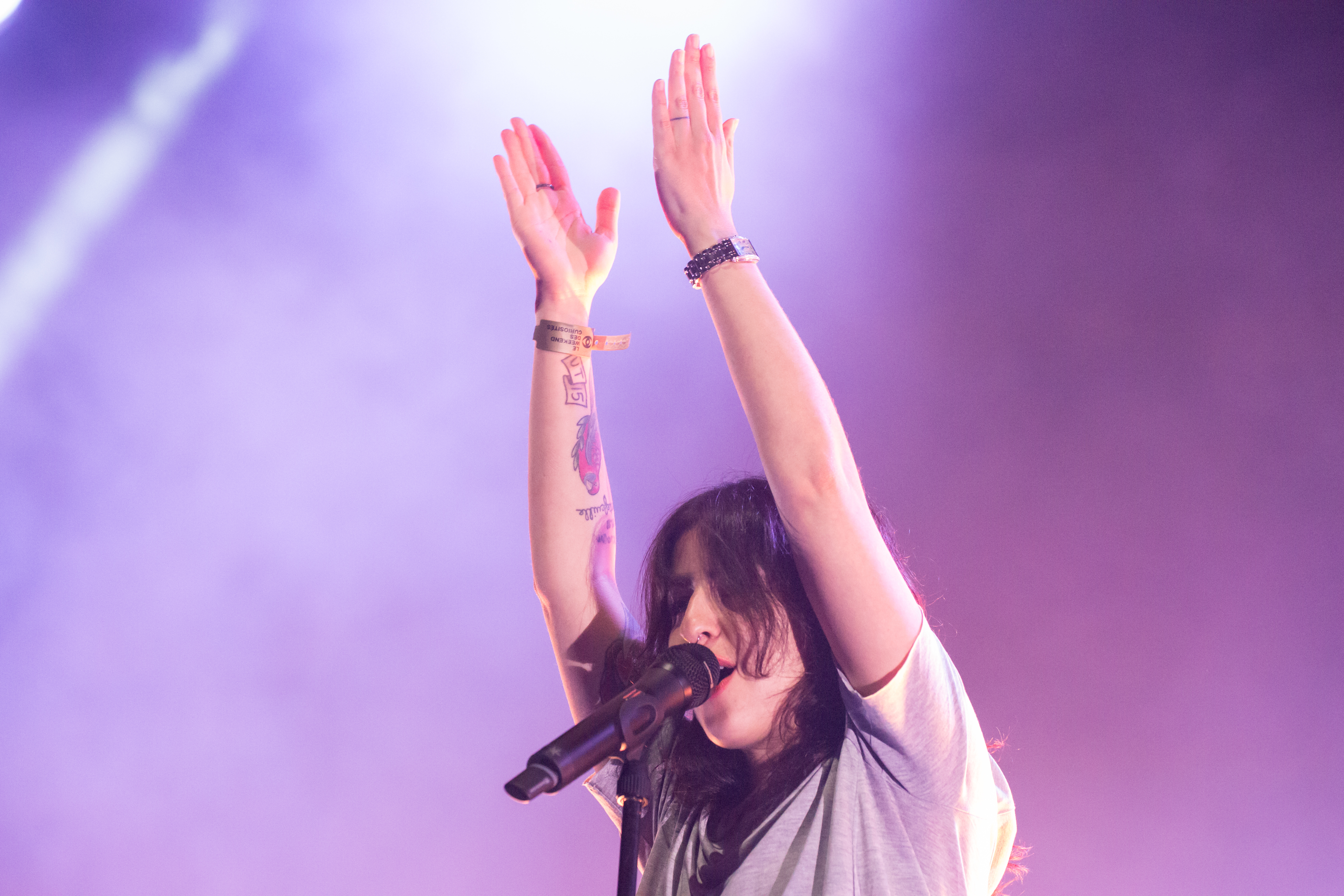
Nili Hadida lors du festival "le weekend des curiosités 2015"

Lilly Wood and the Prick est un groupe mêlant pop, folk et électro. Ce groupe français chante majoritairement en anglais. Leurs influences vont de Johnny Cash à Patti Smith en passant par The Kills sans oublier Fleetwood Mac.

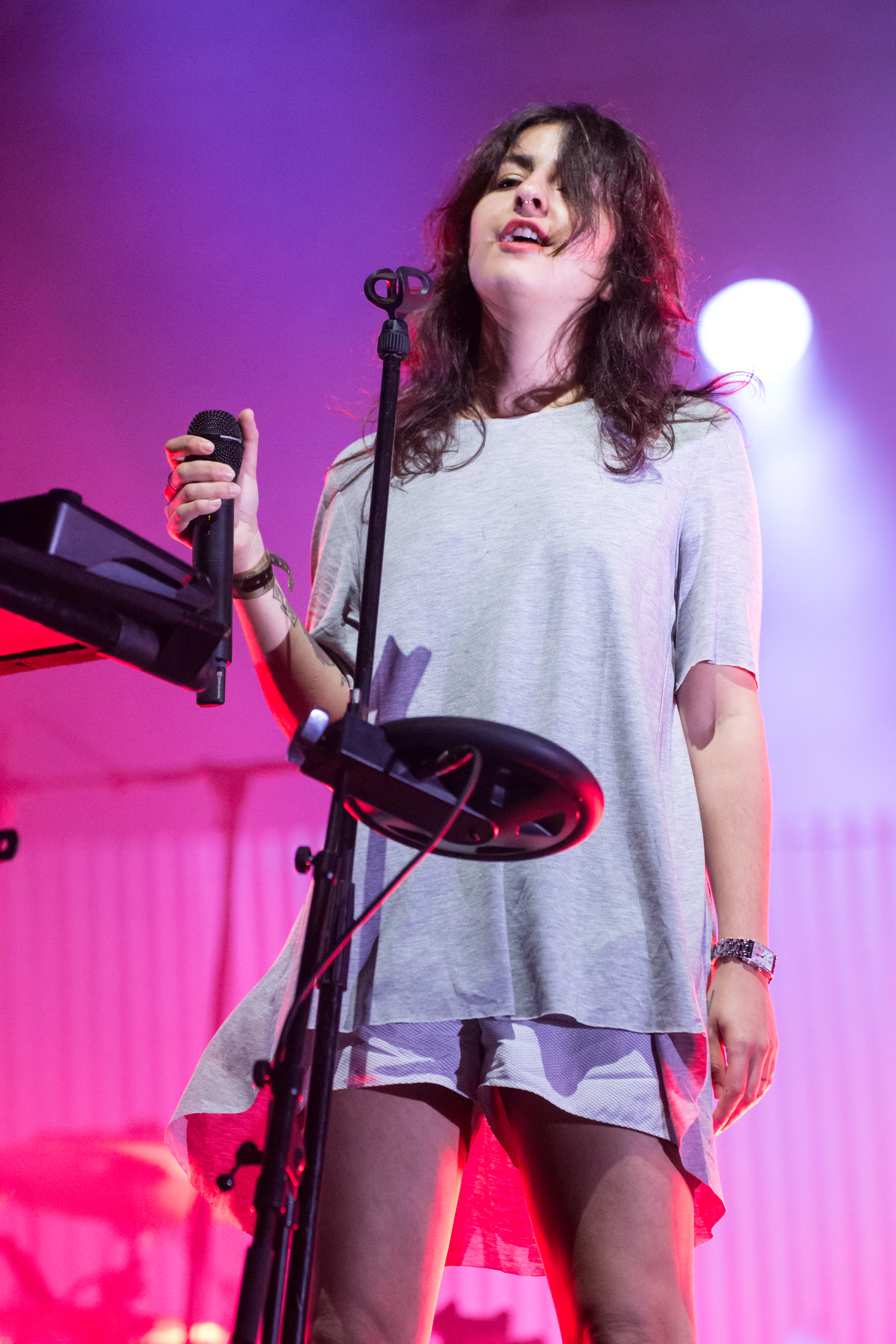
Nili Hadida lors du festival "le weekend des curiosités 2015"

## Publicité et médias
En septembre 2010, Lilly Wood and the Prick est choisi par Guerlain pour illustrer la nouvelle campagne publicitaire de son parfum Idylle, avec le tube This is a Love Song. Un clip de cette même chanson sort en mars 2011, produit par HK Corp.

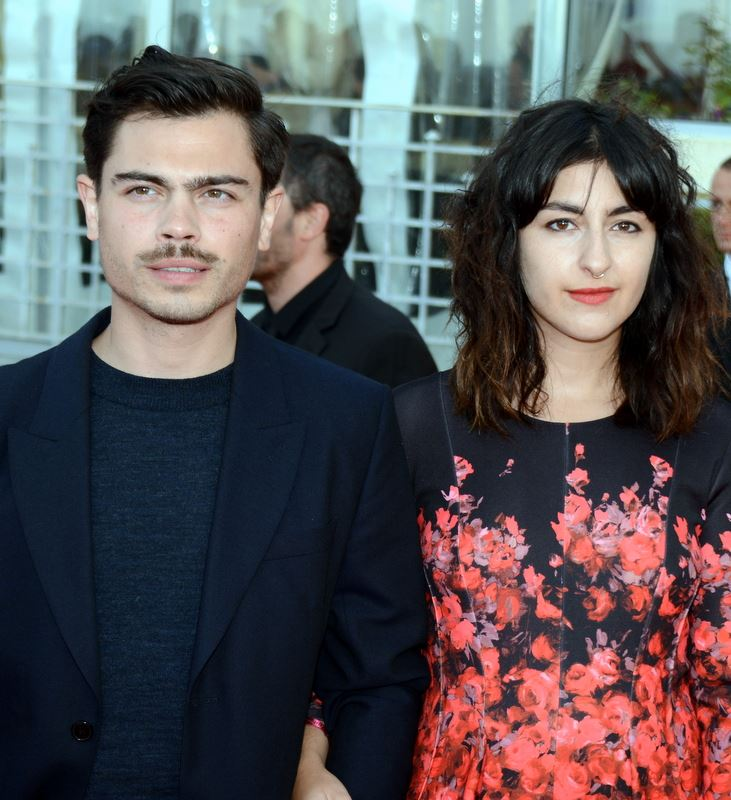
Le duo en 2014 au festival du film de Cabourg.

Toujours en septembre 2010, Virgin Radio dévoile sa dernière campagne de publicité sous forme d’une campagne d'affiche et d'un spot, créée par l’agence Hemisphere droit. Le spot TV utilise la chanson Down The Drain du groupe Lilly Wood and the Prick.
Du 5 au 9 novembre 2012, le titre Middle of the Night habille le jingle du Grand Journal sur Canal+.
En avril 2014, la marque de luxe Cartier choisit le titre Into Trouble pour la publicité de son parfum La Panthère.
En 2015, le groupe Carrefour choisit Prayer in C du groupe Lilly Wood and the Prick, dans sa version remixée par Robin Schulz, pour une campagne publicitaire dont le slogan est : « J'optimisme ».
En 2016, la marque Évian choisit le groupe pour sa nouvelle publicité mettant en scène des bébés surfeurs, avec la reprise de Kokomo des Beach Boys.

### Albums studios et EP

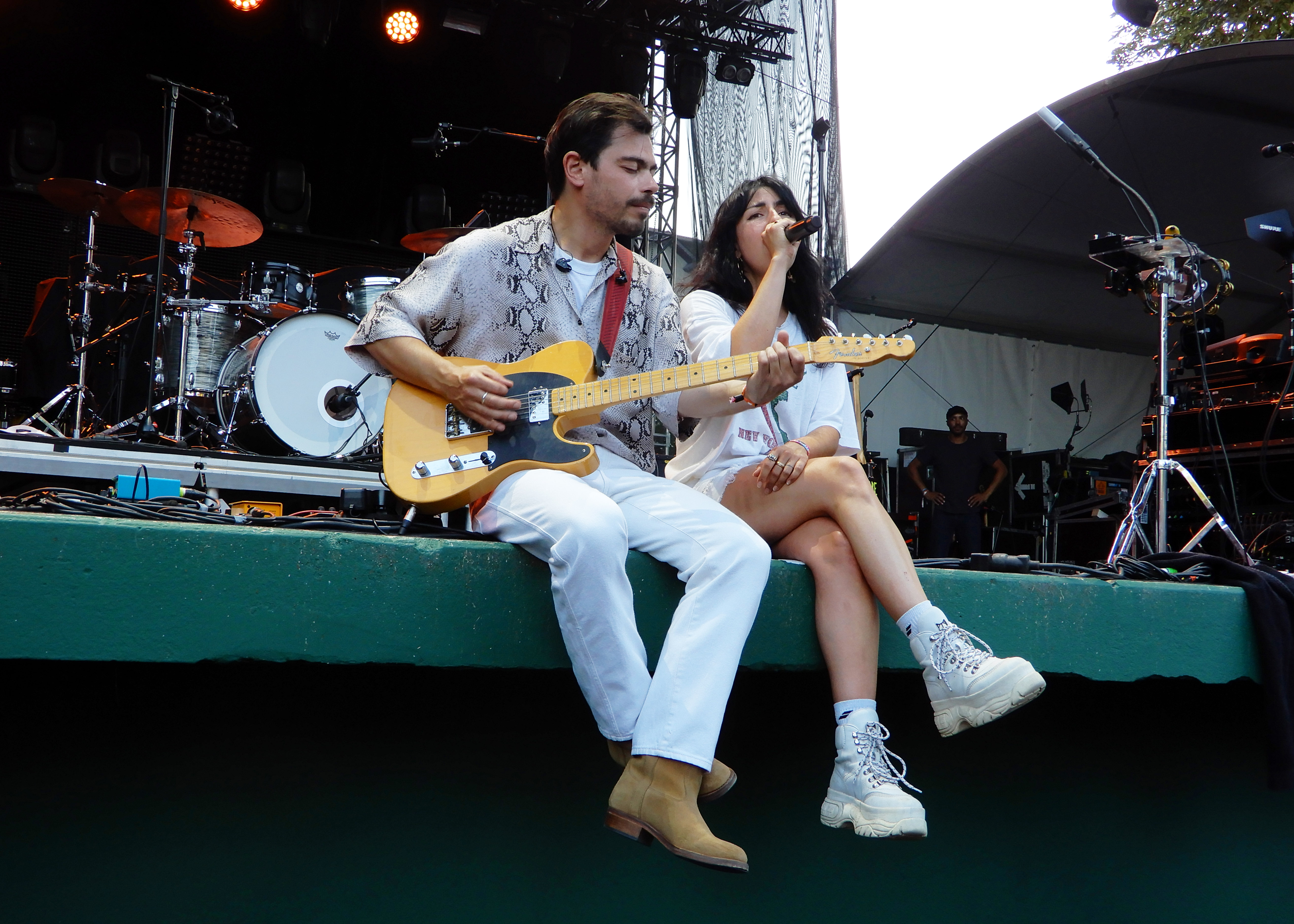
Au Festival Cognac Blues Passion 2022

## Discographie

### Singles
- 2010 : Down the Drain
- 2011 : This Is a Love Song
- 2011 : My Best
- 2012 : Middle of the Night
- 2012 : Where I Want to Be (California)
- 2013 : Long Way Back
- 2013 : Let's Not Pretend
- 2014 : Prayer in C (Robin Schulz remix)
- 2015 : Shadows
- 2015 : I Love You'
- 2016 : Kokomo
- 2021 : You Want My Money

## Filmographie
- 2013 : Ouf de Yann Coridian
- 2013 : Lilly Wood and the Prick au Trianon de Benjamin Lemaire